# 克羅普威爾 (阿拉巴馬州)
克羅普威爾（英語：Cropwell）是一個位於美國阿拉巴馬州聖克萊爾縣的非建制地區。該地的面積和人口皆未知。

## 地理
克羅普威爾的座標為33°33′08″N 86°16′09″W / 33.55222°N 86.26917°W，而該地的平均海拔高度為146米（即479英尺）。